# Queienfeld
Queienfeld ist ein Dorf im südlichen Landkreis Schmalkalden-Meiningen in Thüringen. Seit dem 1. Dezember 2007 ist die ehemals politisch selbständige Gemeinde ein Ortsteil der Gemeinde Grabfeld.

## Lage
Queienfeld liegt am Queienberg. Durch den Ort fließt die Bibra. Im Norden liegt der Thüringer Wald, südwestlich die Rhön. Dazwischen befindet sich das Grabfeld, in dem sich unweit östlich der Bundesautobahn 71 und der Landesstraße 2668 und der Kreisstraße 60 Queienfeld in seiner Flur einstmals angesiedelt hat.

## Geschichte
Erstmals wurde Queienfeld im Jahr 1057 als Quiunfelt erwähnt. Der Ort gehörte zunächst als Exklave zum Besitz des Hochstifts Würzburg in der Grafschaft Henneberg.
Um 1100 stand auf dem 506 Meter hohen Queienberg eine der Jungfrau Maria gewidmete Kapelle, die bis Ende des 15. Jahrhunderts als Wallfahrtskapelle genutzt wurde. Aus den Steinen dieser Kapelle wurde zwischen 1719 und 1721 die Dorfkirche errichtet.
Beim Bau der A 71 entdeckten Archäologen urgeschichtliche Siedlungsspuren, die darauf hinwiesen, dass es bereits etwa 600 Jahre v. Chr. ausgedehnte Siedlungen zwischen Queienberg und Büchelberg gab.
1435 verpfändete der Würzburger Bischof den Ort an die Grafen von Henneberg-Schleusingen. Das Pfand wurde erst 1495 wieder eingelöst. 1542 kam Queienfeld als Teil der würzburgischen Exklave Meiningen im Tausch an die Grafen von Henneberg-Schleusingen. Nach deren Aussterben kam Queienfeld mit dem Amt Meiningen im Jahr 1583 an die Wettiner. Die Hochgerichtsbarkeit über den Ort lag zunächst bei der Zent Mellrichstadt, später unterstand Queienfeld keinem Zentverband, sondern der Hochgerichtsbarkeit des Amtes Meiningen.
In Folge des „Schalkauer Tauschvertrages“ kam der Ort im Jahre 1723 zum Herzogtum Sachsen-Hildburghausen und wurde dem Amt Behrungen angegliedert. Nach der Neuordnung der Ernestinischen Herzogtümer kam der Ort als Teil des Amts Behrungen im Jahr 1826 wieder an Sachsen-Meiningen. 
Im Jahr 2007 beging Queienfeld in der Zeit vom 17. bis 26. August seine 950-Jahr-Feier. Die Hauptfeierlichkeiten fanden auf dem traditionellen Waldfestplatz statt, auf dem auch eine 1830 gepflanzte Lutherlinde und zwei Friedenslinden aus dem Jahr 1855 stehen.

## Ortsteilrat

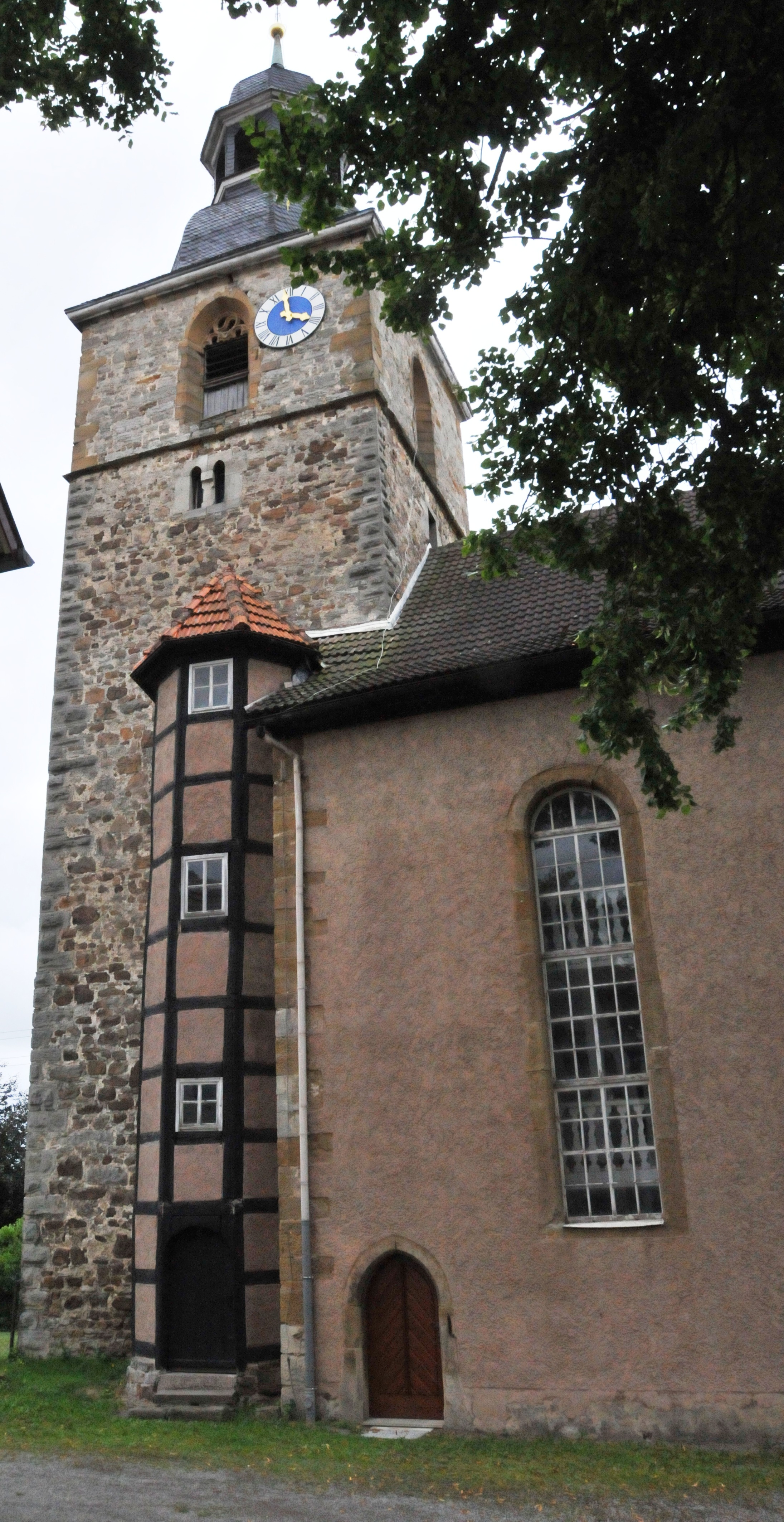
Kirche

Der Ortsteilrat Queienfeld setzt sich aus fünf Ratsfrauen und Ratsherren zusammen.

## Ortsteilbürgermeister
Der Ortsteilbürgermeister von Queienfeld ist Martin Kais.

## Regelmäßige Veranstaltungen
- Waldfest, immer zu Pfingsten findet das Openairfestival statt.
- Waldgottesdienst unter den Linden am Queienberg jeden ersten Sonntag im Mai

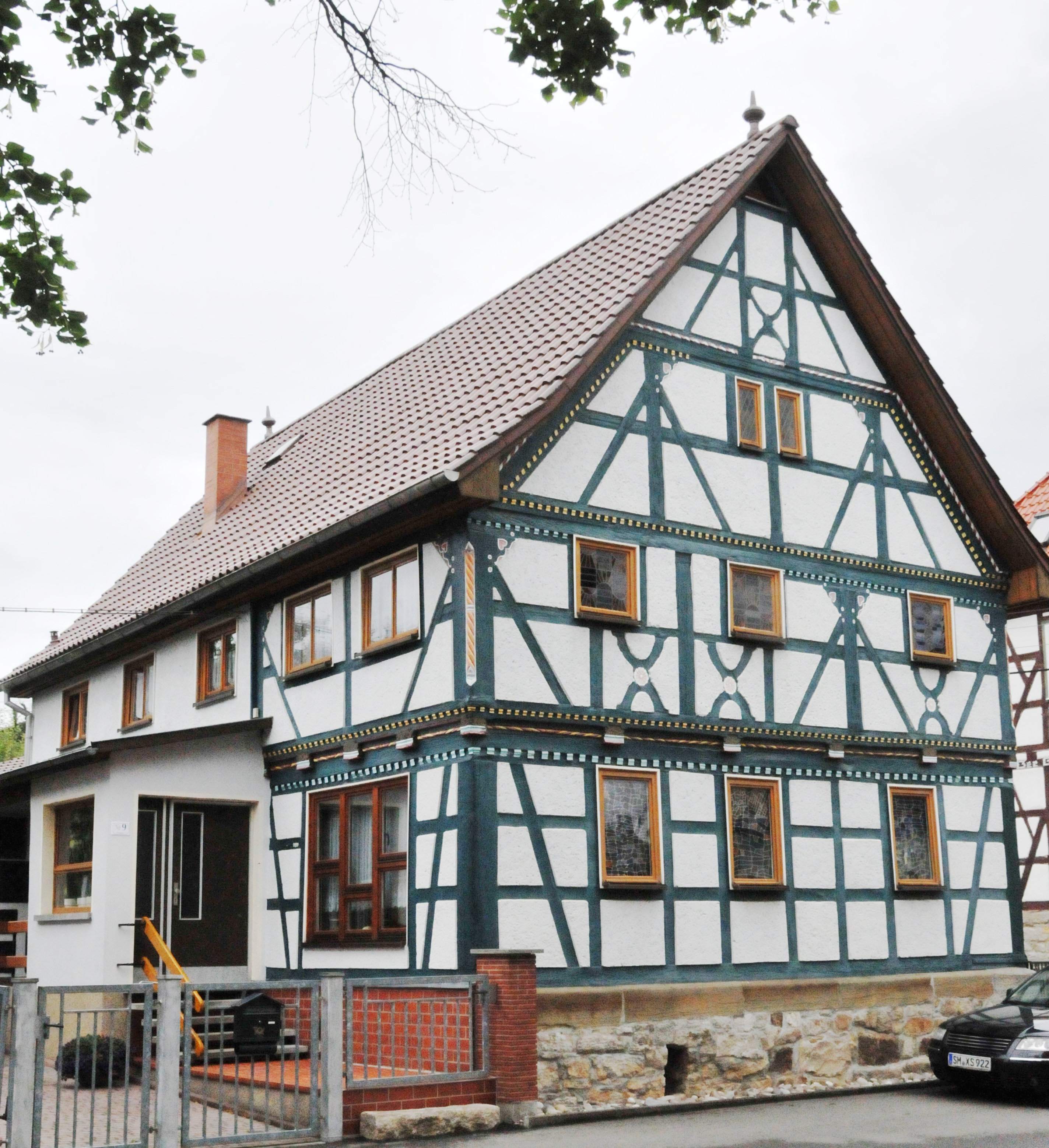
Fachwerkhaus bei der Kirche
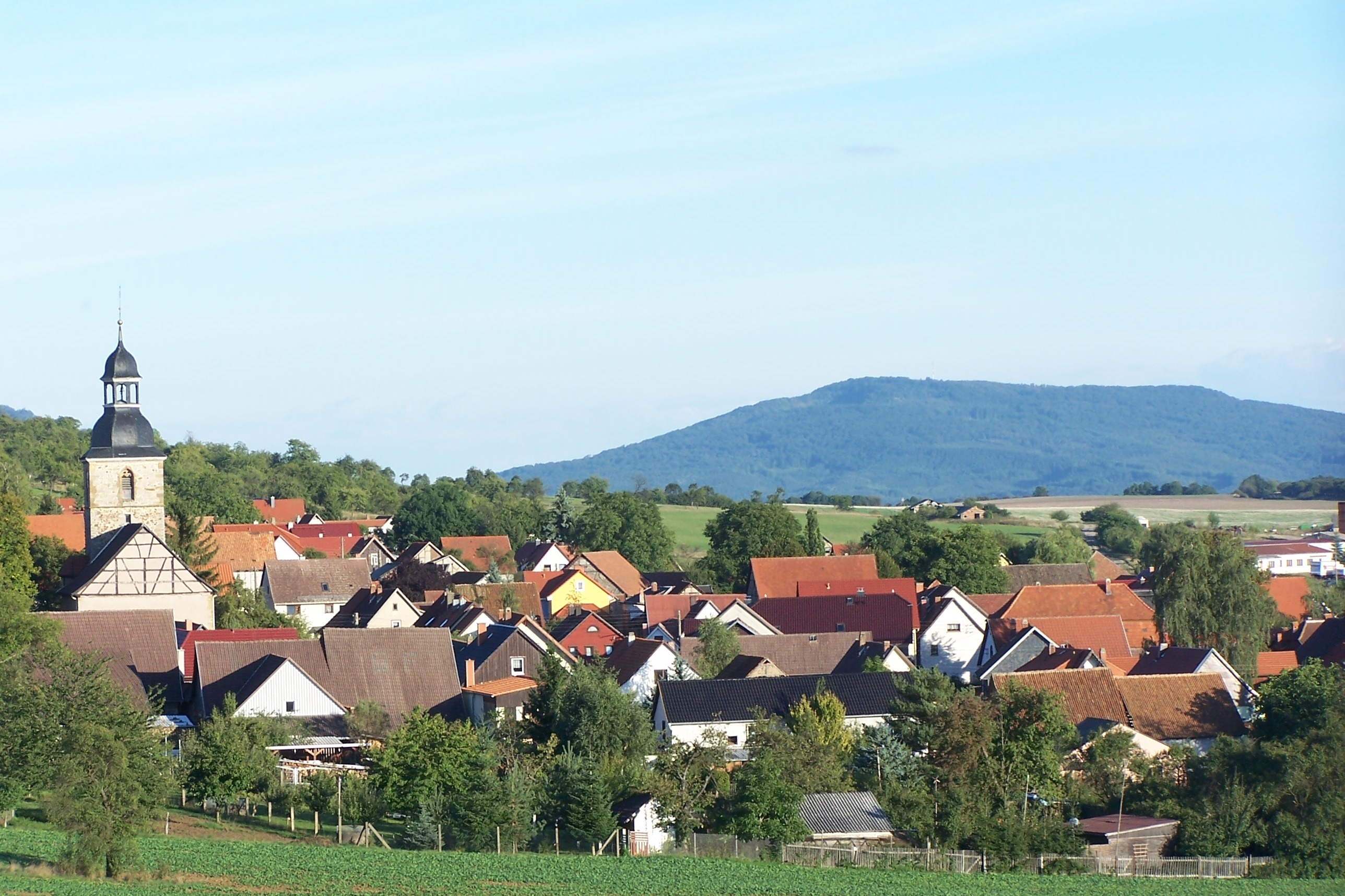
Im Hintergrund der Große Gleichberg

## Wirtschaft und Infrastruktur
Von 1893 bis 1970 hatte Queienfeld einen Haltepunkt an der Bahnstrecke Rentwertshausen–Römhild.

## Persönlichkeiten
- Johann Caspar Hartung (1622–1725), deutscher Baumeister
- Michael Anding (1810–1879), Musikdirektor, Volksliedersammler und Mitautor eines Reiseführer von Thüringen
- Wilhelmine Eichler (1872–1937), Politikerin (SPD, KPD)
- Arne Soutschek   (2008–heute), Tennisprofi (TC Rot Weiß Mellrichstadt)